# زبان رمزی
زبان رمزی، لوترا یا پادزبان زبانی است که توسط گروهی برای حذف یا گمراه کردن افراد خارج از گروه به کار گرفته می‌شود.